# MacDonald Critchley
Macdonald Critchley, né le 2 février 1900 et mort le 15 octobre 1997 dans le district de Sedgemoor, Somerset, est un neurologue britannique. Il a été président de la Fédération Mondiale de Neurologie (World Federation of Neurology), et l'auteur de plus de 200 articles de neurologie et de 20 livres, parmi lesquels The Parietal Lobes (1953), Aphasiology, et les biographies de James Parkinson et de Sir William Gowers.

## Résumé biographique

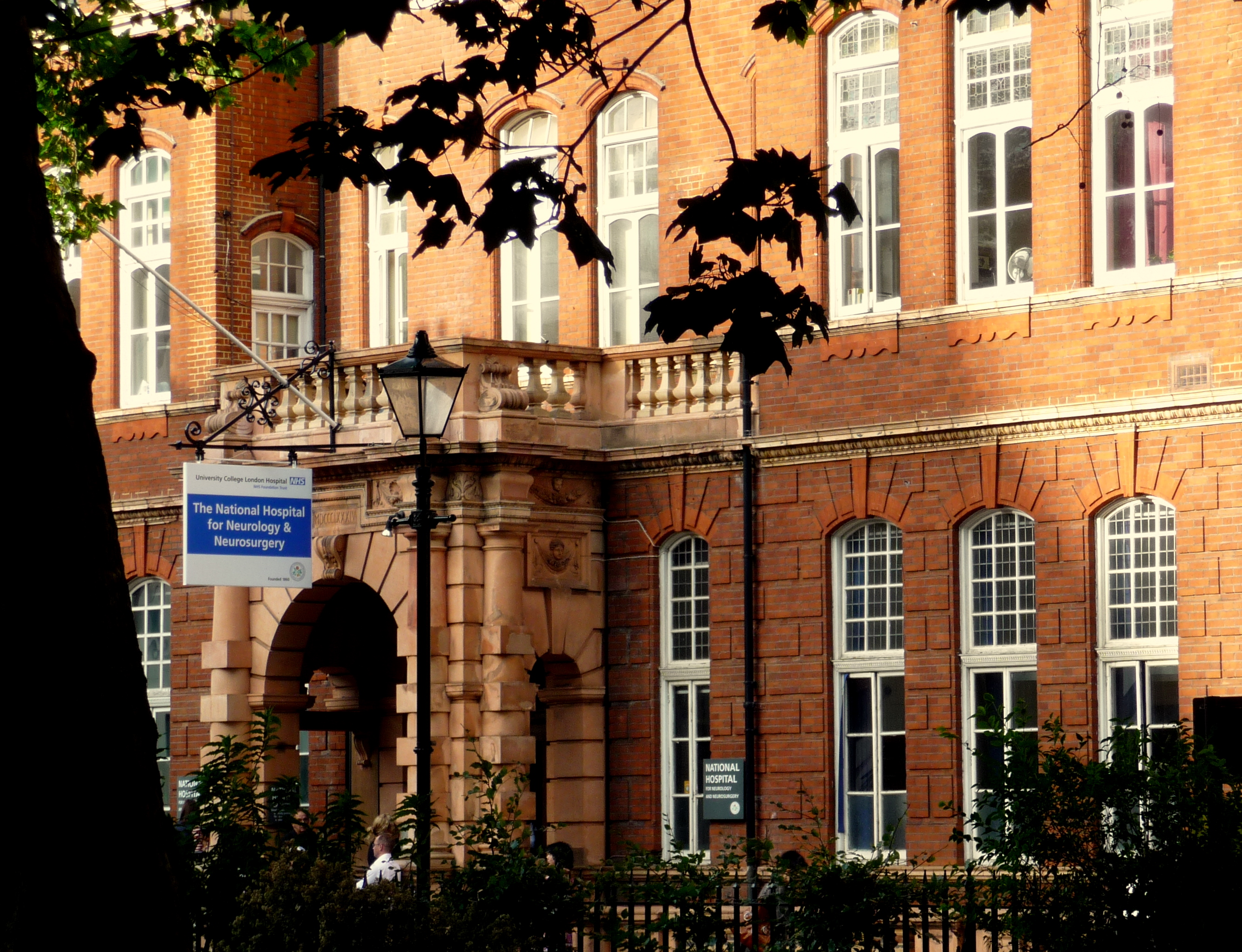
L'entrée du « National, Queen Square », où M. Critchley a effectué la plus grande partie de sa carrière.

Macdonald Critchley effectue sa scolarité et ses études à Bristol où il obtient son diplôme de médecin. Sa carrière professionnelle se déroule ensuite au King's College Hospital et au National Hospital for the Paralysed and Epileptic, Queen Square à Londres. Il y suit une formation spécialisée  en qualité de « Specialist registrar » en 1927, et l'année suivante il est nommé médecin dans cet établissement. Par la suite, il deviendra doyen de l'Institut de Queen Square. il exerce une grande influence dans le monde neurologique à travers son enseignement et ses écrits, jusqu'à ce qu'il devienne le président de la World Federation of Neurology.
Pendant la Seconde Guerre mondiale, il est neurologue consultant de la Royal Navy Volunteer Reserve, à l'hôpital auxiliaire de la Royal Navy (RN Auxiliary Hospital, HMS Drake) de Barrow Gurney, dans le Somerset.
Son apport scientifique ne se fonde pas sur la technologie, mais sur sa puissance d'observation et sur une dissection méticuleuse de la sensibilité et du  comportement humains. Ses œuvres les plus célèbres sont celles consacrées à l'aphasie et aux lobes pariétaux. Les céphalées figurent également parmi ses nombreux centres d'intérêt. Il inaugure une clinique des céphalées (Headache Clinic) au King's College Hospital et il est l'un des fondateurs de la Ligue britannique contre la migraine (British Migraine Trust). En 1966, lors du Premier Symposium sur la migraine, il donne une conférence intitulée : « La migraine : de la Cappadoce à Queen Square » (« Migraine: from Cappadocia to Queen Square »), dans laquelle il mêle son intérêt pour la clinique et son amour de l'histoire. Son dernier livre consacré à la vie de Hughlings Jackson, écrit avec son épouse Eileen, a été publié à titre posthume.

## Éponymie
- Syndrome d'Adie-Critchley :  syndrome comportant une préhension forcée (grasping) et un tâtonnement.
- Syndrome de Kleine-Levin-Critchley : syndrome associant hypersomnie et hyperphagie